# 藤田にみ
藤田 にみ（ふじた にみ）は、日本の漫画家。少女漫画誌『ちゃお』『ChuChu』（いずれも小学館）で執筆している。
2004年、『ちゃおデラックス』（同）春の増刊号の「GO☆FIGHT☆WIN」でデビュー。代表作は、『ひとつのしぐさも』など。
『ChuChu』休刊に伴い『ベツコミ』への移籍が発表されたが、現在に至るまで『ベツコミ』上での作品発表は行われていない。

## 作品一覧

### 連載作品
- ひとつのしぐさも（ChuChu2006年1月号-3月号連載）
- チョコとミントと（ChuChu2006年5月号-7月号連載）
- おまえは絶対オレのもの（ChuChu2006年11月号-2007年1月号連載）
- 六花ちゃんの恋（ChuChu2007年5月号-8月号連載）
- 六花ちゃんの恋 おかわり!（ChuChu2007年10月号-2008年1月号連載）

### 読みきり作品
- GO☆FIGHT☆WIN（2004年ちゃおDX春号）
- MOON SHINE セレナーデ（2004年ちゃおDX初夏号）
- LOVE BALLOON!!（2004年ちゃおDX夏号）
- SWEETな関係（2004年ちゃおDX秋号）
- きみがいるだけで…冬（2004年ちゃおDX冬号）
- あなたの掌のぬくもりの（2005年ChuChu春号）
- いたずらなキューピッド（2005年ChuChu初夏号）
- だって女の子だもん!（2005年ChuChu夏号）
- 理想の恋人（2005年ChuChu秋号）
- その手をはなさない（2006年ChuChu10月号別冊）

## 単行本一覧
ちゅちゅコミックス（小学館）より刊行されている。
- ひとつのしぐさも
- チョコとミントと
- おまえは絶対オレのもの
- 六花ちゃんの恋
- 六花ちゃんの恋 おかわり！